# 알라나 마스터슨
알라나 마스터슨(Alanna Masterson, 1988년 6월 27일 ~ )은 미국의 배우이다.

## 출연 작품
- 피치 플럼 페어 (2011)